# Angry Again
Singles de Megadeth
Skin o' My Teeth
(1993) Train of Consequences
(1994)
Angry Again est une chanson du groupe Megadeth écrite et composée par Dave Mustaine. La chanson a été écrite exclusivement pour le film d'action Last Action Hero réalisé par John McTiernan avec Arnold Schwarzenegger dans le rôle principal. Le titre Angry Again n'a été publié sur aucun album studio de Megadeth, mais est apparu sur le premier maxi du groupe: Hidden Treasures en 1995.
La chanson fut nommée au Grammy Award de la meilleure performance metal en 1993, la quatrième nomination consécutive pour le groupe dans cette catégorie.
Dave Mustaine a écrit la chanson en une journée, pendant qu'il était à moitié endormi en écoutant la chanson Should I Stay or Should I Go de The Clash, et Angry Again a été initialement enregistré au cours de la tournée Countdown to Extinction, mais le titre n'a pas été retenu pour l'album.
Lorsque Mustaine a écrit la chanson, il y eut des tensions entre lui, son groupe, des promoteurs et de différentes parties de l'organisation, et il continua à avoir des problèmes avec la drogue. Le point culminant de ses problèmes de stress l'a inspiré pour écrire la chanson, qui a été intitulé à juste titre Angry Again.

## Clip vidéo
Un clip a été réalisé par Wayne Isham, qui a aussi réalisé d'autres clips pour Megadeth comme Train of Consequences, Sweating Bullets, 99 Ways to Die et Symphony of Destruction. La vidéo présente chaque membre du groupe avec des plans en fond du film Last Action Hero. Le vidéo clip promeut donc à la fois la chanson du groupe et le film.

## Composition du groupe
- Dave Mustaine — chants, guitare
- David Ellefson — basse
- Marty Friedman — guitare
- Nick Menza — batterie

## Albums
- 1993 - Last Action Hero Soundtrack
- 1995 - Hidden Treasures
- 2005 - Greatest Hits: Back to the Start
- 2007 - Warchest
- 2008 - Anthology: Set the World Afire